# Snitter
Snitter – wieś w Anglii, w hrabstwie Northumberland. Leży 45 km na północny zachód od miasta Newcastle upon Tyne i 441 km na północ od Londynu. W 2001 miejscowość liczyła 114 mieszkańców.